# Bomba pro Greenwich
Bomba pro Greenwich (v anglickém originále The Secret Agent) je britský dramatický film z roku 1996. Režisérem filmu je Christopher Hampton. Hlavní role ve filmu ztvárnili Bob Hoskins, Patricia Arquette, Gérard Depardieu, Jim Broadbent a Christian Bale.

## Obsazení
| Bob Hoskins          | Verloc       |
| Patricia Arquette    | Winnie       |
| Gérard Depardieu     | Ossipon      |
| Jim Broadbent        | Heat         |
| Christian Bale       | Stevie       |
| Eddie Izzard         | Vladimir     |
| Ralph Nossek         | Yundt        |
| Elizabeth Spriggsová | matka Winnie |
| Robin Williams       | profesor     |